# Пачир

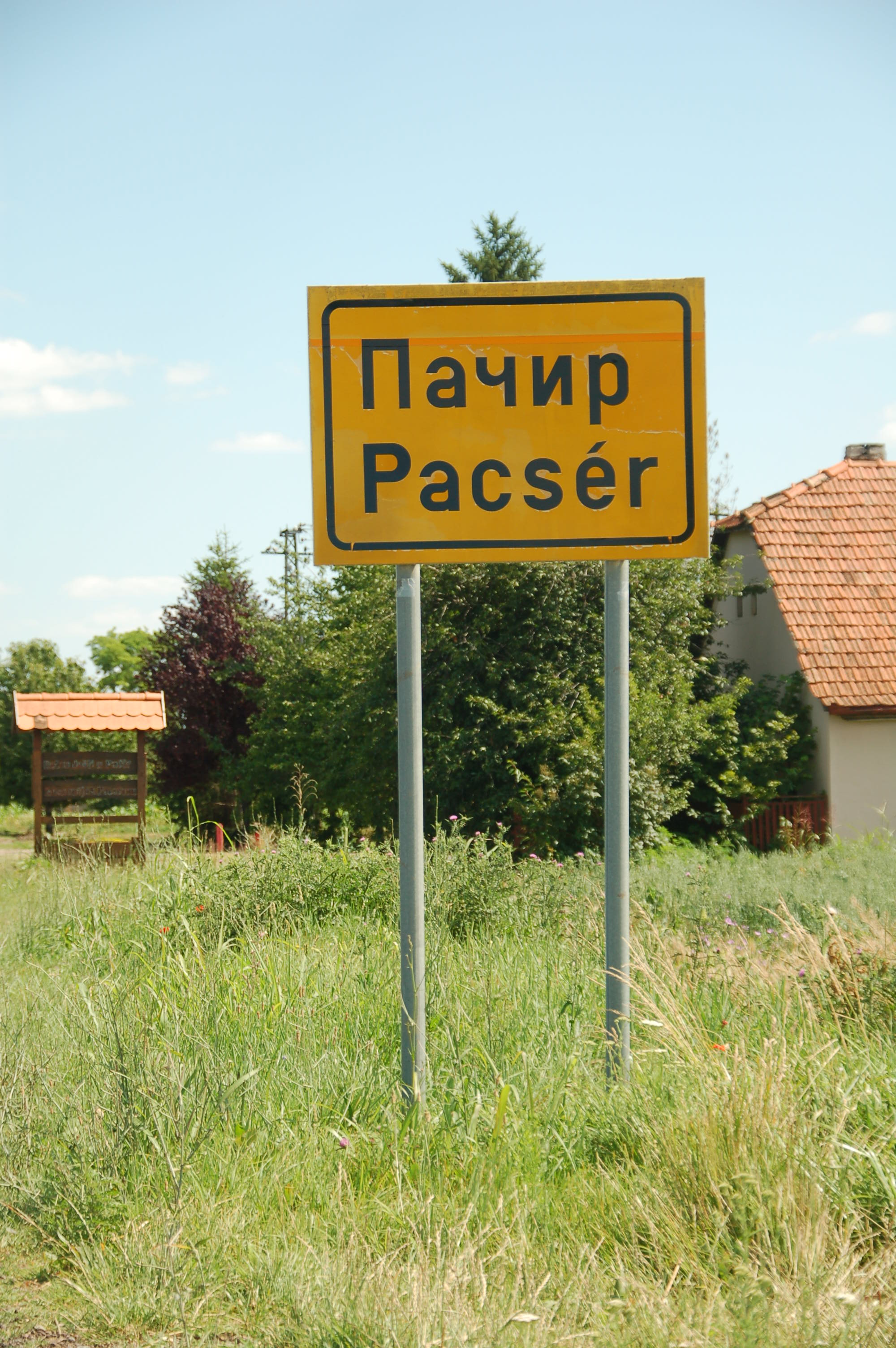
Place-name sign, helynév jel, Pacir Ortstafel,

Пачир (серб. Пачир) — село в Сербії, належить до общини Бачка-Топола Північно-Бацького округу в багатоетнічному, автономному краю Воєводина.

## Населення
Населення села становить 3004 особи (2002, перепис), з них:
- мадяри — 1766 — 59,90%;
- серби — 864 — 29,30%;
- бунєвці — 68 — 2,30%;

Решту жителів  — з різних етносів, зокрема: хорвати, югослави, німці і з десяток русинів-українців.